# Глигану де Жос (Арђеш)
Глигану де Жос (рум. Gliganu de Jos) насеље је у Румунији у округу Арђеш у општини Рочу. Oпштина се налази на надморској висини од 231 m.

## Становништво
Према подацима из 2002. године у насељу је живело 533 становника, од којих су сви румунске националности.